# Āpiti
Āpiti ist eine kleine Siedlung in der Region Manawatū-Whanganui auf der Nordinsel von Neuseeland.

## Namensherkunft
Der Ortsname bedeutet auf Māori „Schlucht“ – das Ortsgebiet ist von Hügeln und Einschnitten geprägt.

## Geographie
Die Siedlung liegt rund 40 km nördlich von Feilding auf einer Höhe von 450 m über dem Meeresspiegel. Der Oroua River fließt südwestlich an Āpiti vorbei.

## Geschichte
Die Feilding Small Farm Association hatte 10.000 Acre Buschland in der Gegend zur Besiedelung erhalten, das sie an ihre Mitglieder vergab. Das Land wurde in Parzellen aufgeteilt und ebenso wie die Grundstücke der geplanten Ortschaft verlost. Die ersten europäischen Siedler trafen im Juli 1886 bei Apiti ein und rodeten in den folgenden zwei Jahrzehnten das Buschland, um Farmen anzulegen. Ein Teil der Bäume wurde zur Holzgewinnung genutzt, ein großer Teil jedoch abgebrannt, um schnellstmöglich landwirtschaftliche Nutzflächen zu erhalten.

## Bildung
Āpiti besitzt eine Grundschule mit 2013 26 Schülern.